# Hamar Idrettspark
Hamar Idrettspark – wielofunkcyjny stadion w Hamar, w Norwegii. Został wybudowany w latach 2012–2015 i zainaugurowany 23 maja 2015 roku. W dniach 2–4 sierpnia 2019 roku na obiekcie odbyły się lekkoatletyczne Mistrzostwa Norwegii.